# Polycentropus exesus
Polycentropus exesus is een fossiele soort schietmot uit de familie Polycentropodidae.